# 파벨 카데르자베크
파벨 카데르자베크(Pavel Kadeřábek, 1992년 4월 25일 ~ )는 체코의 축구 선수로 현재 독일 분데스리가의 TSG 1899 호펜하임에서 수비수로 활동 중이다.

## 선수 경력

### 클럽
2009-10 시즌부터 2011-12 시즌까지 체코 2부 리그의 스파르타 프라하 리저브팀에서 34경기 2골을 기록했고 체코 1부 리그의 빅토리아 지슈코프에서 임대 선수로 활동하며 공식전 12경기에 출전한 뒤 스파르타 프라하 1군팀에 전격 합류했다.
그리고 2012-13 시즌부터 본격적인 출전수를 늘리기 시작한 뒤 2014-15 시즌까지 114경기 13골을 기록하며 리그 3회 준우승(2011-12, 2012-13, 2014-15), 2011-12 체코컵 준우승, 2013-14 시즌 리그 우승, 체코컵 우승 등에 공헌했다.
2014-15 시즌을 마친 후 독일 분데스리가의 TSG 1899 호펜하임으로 이적하여 현재까지 분데스리가 2016-17 4위, 분데스리가 2017-18 3위, 2017-18년 UEFA 챔피언스리그 플레이오프 진출, 2017-18년 UEFA 유로파리그 본선 진출, 2018-19년 UEFA 챔피언스리그 본선 진출 등에 이바지했다.

### 국가대표팀
체코 U-19 대표팀 소속으로 2011년 UEFA U-19 축구 선수권 대회에 출전하여 팀의 준우승에 기여했고 이후 체코 U-21 대표팀 소속으로 자국에서 열린 2015년 UEFA U-21 축구 선수권 대회에 출전하여 덴마크와의 첫 경기에서 득점을 기록했고 세르비아와의 2번째 경기에서는 4-0 대승을 이끄는 등 활약했지만 팀은 아쉽게도 4강에 오르지 못했다.
그리고 2014년 5월 21일 핀란드와의 친선 경기에서 국제 A매치 데뷔전을 치렀고 같은 해 11월 16일 아이슬란드와의 UEFA 유로 2016 예선 A조 4차전에서 A매치 데뷔골을 신고했다.
이후 UEFA 유로 2016 본선에 출전하여 비록 이 대회에서는 3전 전패로 조별리그 탈락의 쓴 맛을 봤지만 그 다음 대회인 UEFA 유로 2020 본선에서는 3경기에 출전하여 팀의 9년만의 유로 대회 8강 진출에 기여했다.

## 수상

### 클럽
스파르타 프라하
- 1. 체스카 포트발로바 리가 : 우승 (2013-14), 준우승 (2011-12, 2012-13, 2014-15)
- 체코컵 : 우승 (2013-14), 준우승 (2011-12)

 TSG 1899 호펜하임
- 독일 분데스리가 : 3위 (2017-18), 4위 (2016-17)

### 국가대표팀
체코 U-19
- UEFA U-19 축구 선수권 대회 : 준우승 (2011)